# 高尾滋
高尾滋（1975年2月15日—），日本漫畫家。埼玉縣出身。血型B型。代表作『害羞忍者少年』、『黃金歲月－Golden Days』。女性。

## 作品
- 妖精庭院、全1冊、短篇集、原名《スロップマンションにお帰り（日语：スロップマンションにお帰り）》。
- 親親小達令、全4冊、原名《ディア マイン（日语：ディア マイン）》、於2000年在<花與夢>連載、2001年廣播劇CD發售。
- 害羞忍者少年、全11冊、原名《てるてる×少年（日语：てるてる×少年）》、於2001年在<花與夢>連載、2003年廣播劇CD發售。
- 人形劇場、3冊待續、原名《人形芝居（日语：人形芝居 (漫画)）》。
- 黃金歲月 - Golden Days、全8冊、原名《ゴールデン・デイズ（日语：ゴールデン・デイズ）》、於2005年在<花與夢>連載。
- 一起睡覺嘛、全6冊、原名《いっしょにねようよ（日语：いっしょにねようよ）》、於2008年在<花與夢>連載。
- 忘雪飄落之時 高尾滋作品集、全1冊、短篇集、原名《忘れ雪の降る頃 高尾滋作品集》。
- 青春小婦人、7冊待續、原名《マダム・プティ（日语：マダム・プティ）》、於2012年在<別冊花與夢>連載。

## 外部連結
- （日語）高尾滋的X（前Twitter）
- （日語）http://www.geocities.co.jp/AnimeComic/4062/ （页面存档备份，存于）